# Tiwi (Stamm)

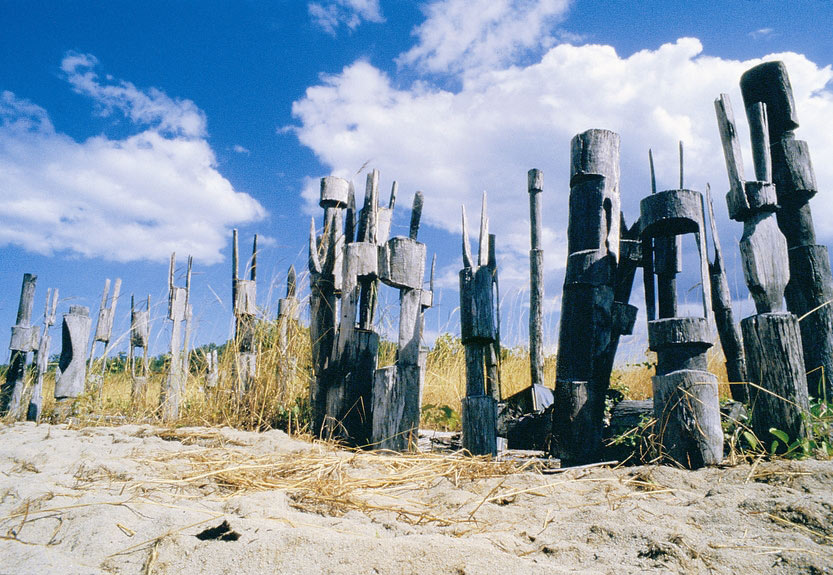
Totempfähle an Grabstätten der Tiwis

Der Tiwi-Stamm der Aborigines lebt auf den Inseln Bathurst und der Melville, die abgetrennt vom Festland Australiens etwa 100 Kilometer nördlich von Darwin liegen. Die beiden Inseln, die zusammen als Tiwi-Inseln bezeichnet werden, sind tropische Inseln, auf denen 2500 Tiwis leben, die eine eigene Sprache sprechen.
Die britische militärische Siedlung Fort Dundas auf der Melville-Insel, die 1824 u. a. aus Furcht vor Ansprüchen Frankreichs auf den neuen Kontinent gegründet wurde, wurde bereits 1829 aufgegeben.

## Kultur

### Kunst
Tiwi-Kunst und Tiwi-Sprache wurden durch das nahe gelegene Arnhemland beeinflusst. Der Tiwi-Stamm entwickelte sich durch die etwa 100 Kilometer Distanz zum Festland zwar eigenständig in relativer Isolation, dennoch wurde durch den Einfluss der Kunst des Arnhemlands die Tiwi-Kunst weitestgehend abstrakt, und sie zeigt geometrischen Formenreichtum. Die Gemälde sind farbenfroh und kräftig gemustert. Neben einer Herstellung von Skulpturen aus Holz findet seit etwa 1985 verstärkt Malerei auf Leinwand statt, aber auch auf Papier, ferner werden Siebdrucke, Keramiken und Batiken hergestellt.
Skulpturen von Vögeln und Tieren des Tiwis sind seit den 1930er Jahren berühmt. Der Tiwi Enraeld Djulabinyanna stellte menschliche Skulpturen her, die sich auf die Traumzeit der Tiwi beziehen. Die doppelseitigen Figuren ruhen auf einem runden Sockel, haben einen knollenartigen Kopf und zwischen den Beinen und Füßen befindet sich eine geschlossene Öffnung. Die Skulptur ist bei den Tiwi als Kunstform vorrangig, aber auch die Kunstdarstellungen auf Rindenplatten finden Kaufinteressenten. Die Tiwi stellen außerdem Tragekörbe aus zusammengenähten Holz- und Rindenstücken her, bemalte Speere sowie Trauerschleifen für Arme und Kopf. Das Pamijini ist ein kreisförmiges Band mit federbesetzen Quasten als Kopfband. 1972 wurde das Handwerkszentrum Tiwi Pottery gegründet, das Töpferkunst herstellt.
Es gibt drei bedeutsame Kunstzentren auf den Tiwi-Inseln: Munupi Arts and Crafts Association at Pirlangimpi und Jilamara Arts and Crafts at Milikapiti auf der Melville-Insel sowie auf der Bathurst-Insel das Tiwi Design at Nguiu. Die Siedlung von Milikapiti mit einer Bevölkerung von 400 Personen hat etwa 40 Künstler, die im Jilamara-Kunstzentrum arbeiten. Kitty Kantilla, Freda Warlapinni, Pedro Wonaeamirri, Leon Puruntatameri und Maryanne Mungatopi sind bekannte Künstler dieses Ortes. In Pirlangimpi mit dem Munupi-Kunstzentrum leben 300 Personen, davon sind die Künstler Reppie Orsto und Thecla Puruntatameri bekannt. Die Körpermalerei ist auf den Tiwi-Inseln seit Tausenden von Jahren verbreitet und dient als Anregung für künstlerische Gestaltungen für die Künstler der Tiwi, die heute vor allem Malereien, Textilien und Skulpturen für Kunstausstellungen in Australien und Übersee herstellen.

### Tanz
Tanz ist ein wichtiger Bestandteil des täglichen Lebens der Tiwi. Sie lernen den Tanz mit ihren Totems von ihren Müttern, die Tanzthemen wechseln nach Anlässen. Einige Tänze entstehen aber auch spontan und drücken die Emotionen der Tänzer aus oder sie entsprechen ihren Zeremonien. In den Tänzen und Gesängen der Tiwi finden sich auch die Erlebnisse des Zweiten Weltkriegs, wie die Bombenangriffe auf Darwin, wieder. Mit dem Tanz ist stets Gesang verbunden, und es werden laufend neue Songs beim Tanzen kreiert, wobei die Tiwi ihre Körper mit Ocker bemalen. Die Körperbemalungen finden sich als Muster auf ihren Kunstwerken wieder.

### Jagd
Jede Siedlung führt ein Lebensmittelgeschäft, dennoch sind die Jagd, das Fischen und das Sammeln traditioneller Lebensmittel ein wichtiger Bestandteil des Lebens der Tiwi. Die Jagd und das Kochen der Jagdbeute sind weiterhin wesentlicher Teil der gelebten Kultur. Die Herstellung traditioneller Werkzeuge und Jagdwaffen in kultureller Tradition ist jedoch zurückgegangen, und die Verwendung moderner Werkzeuge und Waffen tritt vermehrt in den Vordergrund.

### Sprache
Die Tiwi-Sprache wird auf den Inseln Melville und Bathurst gesprochen und Englisch in der Schule als Zweitsprache unterrichtet. Im Alltag wird Tiwi gesprochen, zunehmend hat die junge Generation jedoch teilweise Schwierigkeiten, die alte Sprachversion des Tiwi zu verstehen, weil der Einfluss der westlichen Kultur groß ist.